# غنم
 جزیره غنم  (به عربی:  جزیرة الغنم ) نام جزیره‌ای از توابع شهرستان خصب در شبه‌جزیره و استان مُسَندَم در کشور پادشاهی عمان است.
غنم جزیره‌ای غیرمسکونی است که در مقابل رأس مسندم واقع  و در تنگه هرمز قرار دارد.
در دوره ساسانیان، یک پست دیده‌بانی ایرانی در غنم مستقر بوده که بر امر کشتیرانی و کشتی‌هایی که  وارد خلیج فارس می شدند، نظارت داشته است.